# Falsophrixothrix
Falsophrixothrix är ett släkte av skalbaggar. Falsophrixothrix ingår i familjen Rhagophthalmidae.
Kladogram enligt Catalogue of Life:
| Falsophrixothrix | \| \| Falsophrixothrix costatus \| \| \| \| \| \| Falsophrixothrix flavus \| \| \| \| \| \| Falsophrixothrix humeralis \| \| \| \| |
|                  | \| \| Falsophrixothrix costatus \| \| \| \| \| \| Falsophrixothrix flavus \| \| \| \| \| \| Falsophrixothrix humeralis \| \| \| \| |
|                  | Cydistus |
|                  | |
|                  | Dioptoma |
|                  | |
|                  | Diplocladon |
|                  | |
|                  | Dodecatoma |
|                  | |
|                  | Menghuoius |
|                  | |
|                  | Mimoochotyra |
|                  | |
|                  | Rhagophthalmus |
|                  | |
|                  | Falsophrixothrix costatus |
|                  | |
|                  | Falsophrixothrix flavus |
|                  | |
|                  | Falsophrixothrix humeralis |
|                  | |

|  | Falsophrixothrix costatus  |
|  |                            |
|  | Falsophrixothrix flavus    |
|  |                            |
|  | Falsophrixothrix humeralis |
|  |                            |